# Pietro Castellitto
Pietro Castellitto (n. 16 decembrie 1991, Roma, Italia) este un actor și regizor italian.

## Filmografia

### Actor
- Non ti muovere (2004)
- La bellezza del somaro (2010)
- È nata una star? (2012)
- Venuto al mondo (2012)
- La profezia dell'armadillo (2018)
- I predatori (2020)
- Freaks Out (2021)
- Rapiniamo il duce (2022)

### Regizor
- I predatori (2020)